# Suonenjoki
Suonenjoki este o comună din estul Finlandei, întins pe o suprafață de 862,34 km², cu o populație de 6.891 de locuitori (2021).